# Francis Hauksbee

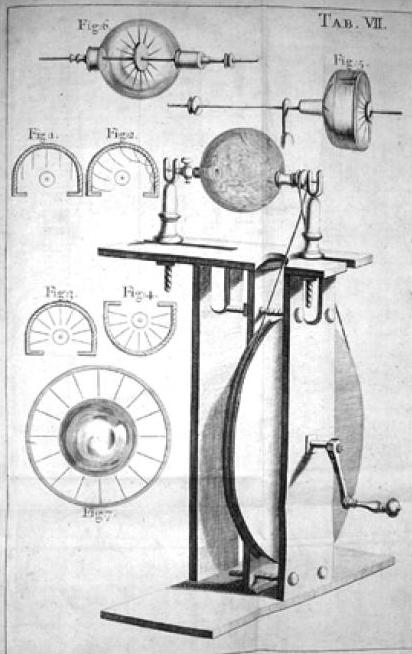
Hauksbee-Generator, aus Physico-Mechanical Experiments, 2. Aufl., London 1719

Francis Hauksbee der Ältere (auch Hawksbee) (getauft 27. Mai 1660, wahrscheinlich in Colchester; begraben 29. April 1713 in London) war ein britischer Wissenschaftler, der auch seit 1705 Mitglied der Royal Society war. Bekannt ist er für seine Arbeiten im Bereich der Elektrizität, vor allem der Elektrostatik.
Biografisch ist über Francis Hauksbee den Älteren nicht viel bekannt.
Hauksbees Vater Richard Hauksbee war Tuchhändler und wohnte in Colchester. Auch Francis Hauksbee ging, wahrscheinlich bei seinem Bruder, in die Lehre, etwa zwischen 1678 und 1687, und eröffnete später ein eigenes Geschäft, möglicherweise einen Schneiderladen. Später wurde er Assistent des Physikers und Chemikers Robert Boyle.
Ab 1703 widmete er sich hauptsächlich der Wissenschaft und führt (wie zuvor Robert Hooke) Demonstrationsexperimente vor der Royal Society auf, von der er regelmäßig bezahlt wird (1704 wird er Kurator der Royal Society). Er führt seine Experimente aber auch in seinem Geschäft vor. Er wird von Isaac Newton zu Experimenten herangezogen, z. B. zur Aufklärung der Entfernungsabhängigkeit der Kraft eines Magneten oder für die Untersuchung der Kapillarität. Er unterstützte ihn wahrscheinlich auch finanziell bei der Entwicklung von wissenschaftlichen Instrumenten (Luftpumpen, Barometern, chirurgischen Instrumenten).
Ab 1706 erforschte er gezielt den elektrischen Funken.
Bekannt sind seine Experimente mit einer modifizierten Elektrisiermaschine, in deren kugelförmigen Behälter er Quecksilber platzierte und Luft extrahierte. Wenn die Kugel nun geladen wurde und Hauksbee mit seiner Hand die Oberfläche berührte, entstand ein recht helles Licht, bei dem man sogar lesen konnte. Dieses Phänomen ähnelt dem Elmsfeuer und wurde später zur Basis der Entwicklung von Glimmlampen und Quecksilberdampflampen.
1709 veröffentlichte er sein Werk Physico-Mechanical Experiments on Various Subjects touching light and electricity, um seine wissenschaftlichen Arbeiten zusammenzufassen. Exemplare seines Buches verkauft er in seinem Laden. Zuvor hatte er schon in den Philosophical Transactions der Royal Society veröffentlicht (Extraordinary electricity of glass producible by a smart attrition, 1706, 1707, Some experiments showing electricity and light producible on the attrition of several bodies, 1708).
Er sollte nicht mit Francis Hauksbee dem Jüngeren (* 11. Januar 1687 in Colchester, gestorben 1763 in London) verwechselt werden, der ebenfalls Experimente auf ähnlichem Gebiet anstellte und ab 1714 vorführte und ab 1723 Sekretär der Royal Society war. Er hatte eine Werkstatt für wissenschaftliche Instrumente in der Fleet Street und veröffentlichte ebenfalls Abhandlungen und Bücher über physikalische Themen. Möglicherweise war er der Sohn oder Neffe von Francis Hauksbee dem Älteren.